# Rik de Jong
Rik Bertus de Jong is een personage uit de Nederlandse soapserie Goede tijden, slechte tijden. Rik werd op 14 september 1995 geïntroduceerd in de serie en de rol werd sindsdien, met enkele onderbrekingen, gespeeld door acteur Ferri Somogyi. 
Het personage verliet in eerste instantie de serie in februari 2003 en maakte in september 2007 zijn rentree. Op 6 februari 2014 werd wederom voor enige tijd de laatste GTST-aflevering met Rik de Jong uitgezonden. Op 4 januari 2016 keerde Rik de Jong weer opnieuw terug in de serie.

## Casting en creatie

### Achtergrond
De rol van Rik de Jong werd speciaal voor Somogyi geschreven. In 1994 vroegen de producenten aan castingdirector Harry Klooster of hij nog een jongen in zijn bestand had staan die geschikt was voor de soap. Deze jongen moest kunnen acteren en had ook de nodige looks nodig. Hier kwam Ferri Somogyi uit en voor hem werd toen speciaal de rol van Rik geschreven. Echter was er op dat moment geen plek in de serie en moest Somogyi een jaar wachten voordat hij in de serie werd geschreven. Na het vertrek van meisjesidolen Tim Immers (mei 1995) en Antonie Kamerling (september 1995) kon Somogyi zijn intrede doen.
Het personage Rik moest, net als Peter Kelder vijf jaar eerder, een ietwat armoedige achtergrond hebben. De serie kende in het jaar 1995 nogal wat karakters die zich goed konden redden. Een ander reden voor de introductie van het personage Rik was om het karakter Anita Dendermonde een boost te geven. Na het vertrek van Anita's boezemvriend Mickey Lammers (Martin van Steijn) in 1994 was het karakter ietwat op de achtergrond terechtgekomen.
In 2000 werd onverwacht de rol van Job Zonneveld in de serie geschreven. De rol van Job was de zoon van Rik en werd gespeeld door Teun Kuilboer. De rol van Job werd speciaal voor Kuilboer geschreven, doordat hij veel op Somogyi leek.

### Terugkomst
Somogyi vertrok in oktober 2002 om zich te richten op een carrière in Amerika. Na zijn vertrek kwam Somogyi nog voor drie afleveringen terug in december. Eind januari 2003 kwam Somogyi wederom terug en dit keer voor twee weken. Dit om Sabine Koning een waardig afscheid te geven en zowel Rik als Anita en hun inmiddels geboren dochter Rikki als een gelukkige familie de serie uit te schrijven. Op 24 december 2004 kwamen Somogyi en Koning samen terug om de kerst te vieren met hun beste vrienden, maar ook om hun enkele dierbaren vrienden te steunen.
Vanwege tegenvallende successen in de Verenigde Staten keerde Somogyi huiswaarts. Hoofdschrijver Kennard Bos wilde Somogyi graag terug hebben. De serie verkeerde destijds in grote problemen vanwege aanhoudende dalende kijkcijfers. Somogyi keerde terug voor een drie maanden durende gastrol in september 2007, maar bleef uiteindelijk tot 6 februari 2014. Begin 2013 had Somogyi aangegeven de serie te willen verlaten om zich meer te richten op zijn carrière als DJ. In overleg met de schrijvers bleef Somogyi uiteindelijk nog een jaar in de serie, mits hij een geweldig verhaallijn en exit kreeg. Gedurende de cliffhanger kwamen de makers met de speciale Goede tijden, Slechte tijden app "Springlevend", waarbij de kijkers elke week erachter zouden komen welke Meerdijker een parachutesprong niet zou hebben overleefd. Later bleek het Somogyi's personage Rik de dader van het doorknippen van de kabels te zijn geweest. Somogyi kwam op 4 maart 2015 wederom terug in de serie voor drie afleveringen. Datzelfde jaar deed hij mee in de Goede tijden, Slechte tijden app "Meerdijk", waarin Rik's voicemail-bericht te horen was. Deze aflevering kwam 27 november 2015 online. Daarnaast was hij in de app te zien in de afleveringen van 7 december 2015 en 1 januari 2016. Op 4 januari 2016 maakte Somogyi wederom zijn rentree in de serie.

## Karakterontwikkeling
Rik kwam de serie binnen als een stoere jongen met een problematische jeugd en een rebels karakter, doch zorgzaam, behulpzaam en met een groot verantwoordelijkheidsgevoel. Hij reed motor, kon met bijna iedereen overweg die langskwam in hotel Dendermonde en was een groot liefhebber van sport. Met de komst van zoon Job Zonneveld (Teun Kuilboer) wordt Rik iets verantwoordelijker en krijgt hij steeds meer de behoefte om een gezin te stichten. Na een huwelijk met Anita Dendermonde (Sabine Koning) verwachten ze een kindje. Hun geluk wordt echter verstoord wanneer Rik, door Jobs toedoen, wordt opgepakt met drugs in Singapore. Niet veel later zou Rik de serie verlaten.
Het huwelijk van Anita en Rik loopt op de klippen vanwege Riks overspelige gedrag in Nieuw-Zeeland. Bij terugkomst in 2007 heeft Rik zijn wilde haren verloren en werkt hij aan een toekomst met zijn ex-vrouw en dochter. Rik hervindt zijn geluk met Anita. Dit geluk is echter kortstondig, want enkele weken later overlijdt Anita door nierfalen. Rik staat er alleen voor wat betreft de opvoeding van dochter Rikki.
Samen met de alleenstaande moeder Charlie Fischer vormt Rik een samenwerkingsverband, wat uiteindelijk uitloopt in een romance. Rik en Charlie gaan bijna failliet wanneer ze investeren in het project EEPASA van oplichter Rutger Goedhart.

## Verhaallijn

### Beginperiode
Rik komt in hotel Dendermonde werken en kan het erg goed vinden met de eigenaresse, Anita Dendermonde. Anita en Rik krijgen pas een relatie wanneer de terreur van Riks vader Bert op zijn hoogtepunt is. Rik en zijn moeder Maria zijn jarenlang stelselmatig mishandeld door Bert. De vervelende gebeurtenissen leiden uiteindelijk tot de dood van Bert en een gevangenisstraf voor Maria. Na deze heftige periode beginnen Anita en Rik een romance. Hun relatie bereikt een dieptepunt wanneer Anita Rik voor het altaar laat staan. Anita heeft ontdekt dat Rik wil emigreren naar Finland. Rik en Anita nemen een tijdje afstand van elkaar om na te denken. In 1999 gaat Rik ijshockeyen en komt hij in contact met William Smit (Arnost Kraus) en Eva Veldman (Paulette Smit). Eva raakt een tijdje geobserdeerd van Rik en het komt zelfs tot een kus.
Eind jaren negentig volgen relaties met Hedwig Harmsen (Georgina Verbaan) en Roos de Jager (Guusje Nederhorst). Rik moet toezien hoe zijn vriendin Hedwig de loterij wint en ontwikkelingswerk gaat doen in Afrika.

### Aysen en Janine
In 2012 komen Nuran en Aysen Baydar in Meerdijk wonen. Nuran bleek een onenightstand met Danny de Jong te hebben gehad, Riks broer. Hierdoor werd Nuran zwanger van Danny. Maar Danny gaf haar toen geld voor een abortus. Hierdoor werd haar zus Aysen boos op hem. Uiteindelijk duwt ze Danny van de trap en hij is op slag dood. Nuran, Rik, familie en vrienden zijn hier erg verdrietig over. Ze kunnen het goed met elkaar vinden. Nuran besluit op een site te zoeken naar een islamitische man om ermee te gaan trouwen. Uiteindelijk komt ze in contact met Bilal Demir. Maar Nuran is eigenlijk nog meer verliefd op Rik. En voordat ze haar ja-woord kon zeggen, kwam Rik binnen en kiest ze voor hem. Ze gaan een vrijgezellenfeest geven. Daarna blijkt dat Mike Brandt hierdoor is omgekomen, doordat zijn parachute is gesaboteerd door een onbekende dader. Later komt Aysen Baydar erachter dat Rik Mike heeft vermoord. Hij wou eigenlijk Aysen vermoorden, maar Rik heeft de verkeerde parachute gesaboteerd en daardoor is Mike dood. Aysen zal Rik helpen het niet door te vertellen. Later worden Rik en Nuran door Femke Blok (Celine Purcell) ontvoerd. Rik en Nuran besluiten in Kroatië te gaan trouwen. Tijdens hun huwelijk wordt Femke door Menno verhoord. Menno komt tot een conclusie: Rik heeft Mike vermoord. Als Rik thuiskomt, moet hij van Menno mee naar het politiebureau. Na weken politiebureau krijgt Rik een hartaanval van alle stress in zijn cel. Vlak na de hartaanval krijgt hij een droom, waarin hij, Nuran, Rikki en Anita voorkomen. Anita laat Rik zien dat hij Nuran en Rikki moet loslaten, omdat ze anders "verstikken". Na deze droom besluit Rik Nuran en Rikki dan ook los te laten, en hij besluit te scheiden met Nuran zodat Nuran verder kan gaan met haar eigen leven als Rik wordt opgesloten.
Bij zijn vrijlating belandt Rik regelmatig met Janine Elschot in bed, ze krijgen zelfs een relatie en besluiten samen te gaan wonen. Maar Janine blijkt toch meer van Ludo te houden en verlaat Rik weer. In 2017 gaat Rik meerdere malen met zijn voormalige schoonzus Aysen Baydar naar bed. Dit stopt echter wanneer blijkt dat Aysen ook met zijn zoon Job naar bed gaat.

### Zoë en Daan
In 2018 krijgt Rik een relatie met Zoë Xander; het loopt echter mis doordat Zoë een schijnrelatie aangaat met de nieuwe rechercheur Daan Stern om zo geld binnen te halen voor de revalidatie van Rik die op dat moment in het buitenland verbleef. Na het overlijden van zowel Maria de Jong als Daans grootvader, hoofdcommisaris Eduard Stern, blijkt Daan de jongste broer van Rik te zijn; geboren uit een onenightstand tussen Maria en een medegevangene en geadopteerd door de familie Stern. Dit geheim wordt door Laura Selmhorst onthuld omdat zij ziet hoezeer de onterfde Daan worstelt als alleenstaande vader van een pasgeboren dochter. Rik is bereid om een broer te zijn voor Daan en hem te helpen met de opvoeding van zijn nichtje Louise. Van wederzijdse broederliefde is echter geen sprake, want Daan is er op uit om Rik kapot te maken en lijkt daar nog in te slagen ook; Rik wordt door een omgekochte hardrijdster beschuldigd van aanranding en verliest zijn baan als sportinstructeur bij Boks. De  aanklacht wordt ingetrokken, maar dat weerhoudt de broers er niet van om elkaar te lijf te gaan terwijl Louise alleen in de auto zit die van de handrem gaat. Daan probeert de auto tot stilstand te brengen door voor ervoor te springen en belandt in het ziekenhuis; hij overleeft het. Rik legt het weer aan met Zoë, maar lang duurt dat niet omdat hij liegt dat hij een erfenis van Maria heeft gekregen. Zoë kiest alsnog voor een carrière in het buitenland aan de hand van de schatrijke Nabil El Shaarani. Rik verkoopt zijn huis en neemt zijn intrek in Boks; hij wordt er horecamanager, maar heeft in het begin nog last van het MeToo-schandaal.

### Shanti en Julian
Inmiddels heeft Rik een relatie met Shanti Vening, de nieuwe eigenaresse van De Koning. Als blijkt dat Shanti's moeder Billy de Palma de bar gebruikt voor witwaspraktijken lijkt het einde van een tijdperk aangebroken. Rik weet nog net te voorkomen dat Shanti met Billy naar Costa Rica vertrekt om opnieuw te beginnen. Na twintig jaar wordt Rik met zijn goede vriend Julian Verduyn - inmiddels vader van drie kinderen - herenigd; Rik komt in de flat naast Julian te wonen nadat hij uit Boks is gezet omdat hij wist van Daans geheime verhouding met Nina. Rik mist Bing en gaat na lang aandringen met hem in gesprek; hun vriendschap herstelt zich weer, en samen met Julian houden ze een mannenavondje vol bier en gesprekken over schoonvaders. Rik vraagt Shanti ten huwelijk door een Grease-act op te voeren en wordt daarin bijgestaan door Bing en Daan die beweren oke met elkaar te zijn na Bings slepende scheiding van Nina. Shanti zegt ja, maar besluit later het huwelijk uit te stellen vanwege een ongeluk ter plekke waarbij de zwangere Nina een miskraam heeft gekregen en Bing zijn onderbeen verloor. Om iedereen op te vrolijken gaat het huwelijk toch door, en speciaal voor deze gelegenheid komt Billy overgevlogen vanuit Costa Rica.

### Louise
Ondertussen is Daan in een depressie geraakt nadat diens eigen huwelijksaanzoek aan Nina werd afgewezen; Tiffy heeft het moeten ontgelden en Louise heeft haar hoofd verwond op de beschonken heenrit naar de bruiloft. Rik wordt hierdoor aan het gedrag van zijn vader herinnerd en besluit in te grijpen; hij  neemt Louise mee en eist dat Daan zijn drankverslaving aanpakt. Dit lijkt in eerste instantie te lukken, maar door een valstrik van Billy verliest Daan uiteindelijk de voogdij en wordt Louise bij Rik en Shanti ondergebracht.

## Betrekkingen

### Familie
- Job Zonneveld, Rikki de Jong, Jasmijn de Jong (kinderen)
- Bram Bouwhuis, Teddy Kramer, Fleur Zonneveld (kleinkinderen)
- Bert de Jong (vader)
- Maria de Jong (moeder)
- Danny de Jong (broer)
- Daan Stern (halfbroer)
- Lana Langeveld, Louise Stern (nichtjes)

### Relaties
- Nathalie Zonneveld (relatie, 1984)
  - Job Zonneveld (1985)
    - Fleur Zonneveld (2017)
- Anita Dendermonde (relatie/verloofd, 1996)
- Anita Dendermonde (relatie, 1997-1998)
  - miskraam (1998)
- Eva Veldman (latrelatie 1999)
- Hedwig Harmsen (relatie, 1999–2000)
- Charlie Fischer (zoen, 1999)
- Roos Alberts (relatie, 2000)
- Isabella Kortenaer (zoen, 2000)
- Gladys Bloem (relatie, 2001)
- Anita Dendermonde (relatie/huwelijk, 2001–2006)
  - Rikki de Jong (2002)
    - Bram Bouwhuis (2011)
    - Teddy Kramer (2016)
- Dian Alberts (one-night-stand, 2007)
- Vera van Es (relatie, 2008)
- Anita Dendermonde (relatie/huwelijk, 2008–2009)
  - miskraam (2008)
  - miskraam (2008)
- Charlie Fischer (relatie/huwelijk, 2009–2012)
- Saskia Prins (relatie, 2012)
- Yvon Terstal (relatie/verloofd, 2012)
- Nuran Baydar (relatie/huwelijk, 2012–2014)
- Femke Blok (one-night-stand, 2013)
- Janine Elschot (relatie, 2016)
- Aysen Baydar (affaire, 2017)
- Sjors Langeveld (relatie, 2017)
- Zoë Xander (relatie, 2018–2019)
- Shanti Vening (relatie/huwelijk, 2019–2024)
  - Jasmijn de Jong (2023)
- Elisa Rosalia (relatie, 2024–)
  - miskraam (2025)